# 中央林間西
中央林間西（ちゅうおうりんかんにし）は、神奈川県大和市の地名。現行行政地名は中央林間西一丁目から中央林間西七丁目。住居表示は、全域で実施済。

## 地理
大和市北西部に位置する。東は中央林間、西は座間市相模が丘と小松原、南は南林間、北は相模原市相南と接する。七丁目の全域を含む約1/3をゴルフ場・相模カンツリー倶楽部が占める。一帯は鶴間新町とも呼ばれる。

### 地価
住宅地の地価は、2023年1月1日の公示地価によれば、中央林間西4-3-5の地点で21万6000円/m2となっている。

## 歴史
旧地名は下鶴間で、大和市北東部の下鶴間と分断された状態であった。2010年10月12日に新町名の住居表示が実施され、下鶴間の分断は解消された。

### 町名の変遷
| 実施後           | 実施年月日     | 実施前（各町名ともその一部） |
| ---------------- | -------------- | ---------------------------- |
| 中央林間西一丁目 | 2010年10月12日 | 下鶴間/南林間三丁目          |
| 中央林間西二丁目 | 2010年10月12日 | 下鶴間                       |
| 中央林間西三丁目 | 2010年10月12日 | 下鶴間                       |
| 中央林間西四丁目 | 2010年10月12日 | 下鶴間                       |
| 中央林間西五丁目 | 2010年10月12日 | 下鶴間                       |
| 中央林間西六丁目 | 2010年10月12日 | 下鶴間                       |
| 中央林間西七丁目 | 2010年10月12日 | 下鶴間                       |

## 世帯数と人口
2021年10月1日現在（大和市発表）の世帯数と人口は以下の通りである。なお、七丁目は世帯数と人口共に0のため、省略となる。
| 丁目             | 世帯数    | 人口    |
| ---------------- | --------- | ------- |
| 中央林間西一丁目 | 318世帯   | 752人   |
| 中央林間西二丁目 | 394世帯   | 948人   |
| 中央林間西三丁目 | 171世帯   | 447人   |
| 中央林間西四丁目 | 572世帯   | 1,386人 |
| 中央林間西五丁目 | 685世帯   | 1,698人 |
| 中央林間西六丁目 | 467世帯   | 1,281人 |
| 計               | 2,607世帯 | 6,512人 |

### 人口の変遷
国勢調査による人口の推移。
| 年                 | 人口  |
| ------------------ | ----- |
| 2015年（平成27年） | 6,195 |
| 2020年（令和2年）  | 6,463 |

### 世帯数の変遷
国勢調査による世帯数の推移。
| 年                 | 世帯数 |
| ------------------ | ------ |
| 2015年（平成27年） | 2,384  |
| 2020年（令和2年）  | 2,563  |

## 事業所
2021年現在の経済センサス調査による事業所数と従業員数は以下の通りである。
| 丁目             | 事業所数 | 従業員数 |
| ---------------- | -------- | -------- |
| 中央林間西一丁目 | 9事業所  | 41人     |
| 中央林間西二丁目 | 16事業所 | 670人    |
| 中央林間西三丁目 | 31事業所 | 492人    |
| 中央林間西四丁目 | 10事業所 | 117人    |
| 中央林間西五丁目 | 18事業所 | 130人    |
| 中央林間西六丁目 | 14事業所 | 764人    |
| 中央林間西七丁目 | 1事業所  | 129人    |
| 計               | 99事業所 | 2,343人  |

### 事業者数の変遷
経済センサスによる事業所数の推移。
| 年                 | 事業者数 |
| ------------------ | -------- |
| 2016年（平成28年） | 86       |
| 2021年（令和3年）  | 99       |

### 従業員数の変遷
経済センサスによる従業員数の推移。
| 年                 | 従業員数 |
| ------------------ | -------- |
| 2016年（平成28年） | 1,613    |
| 2021年（令和3年）  | 2,343    |

## 交通
- 大和市コミュニティバス
  - やまとんGO 中央林間西側地域ルート
- 神奈川県道50号座間大和線（座間街道）

## 施設
- 大和市立緑野小学校
- 大和市コミュニティセンター緑野会館
- 蔦屋書店 大和下鶴間店
- クリエイトSD 大和西中央林間店
- 宇都宮記念公園
  - 宇都宮徳馬氏の遺族から用地の寄付を受け、整備された公園。
- 相模カンツリー倶楽部

## その他

### 日本郵便
- 郵便番号：242-0008[3]（集配局：大和郵便局[12]）